# Бигвава, Мелори
Мелори Бигвава (груз. მელორ ბიგვავა; 17 января 1963, Дарчели, ныне в Зугдидском муниципалитете, Самегрело-Верхняя Сванетия) — советский и грузинский футболист, нападающий и полузащитник. Выступал за сборную Грузии.

## Биография

### Клубная карьера
Воспитанник зугдидского футбола, тренеры — Д. Гогия, А. Данелия. В начале карьеры выступал за «Динамо» (Зугдиди) в первенстве Грузинской ССР.
В 23-летнем возрасте был приглашён в тбилисское «Динамо». В первом сезоне сыграл за основной состав только 3 матча в Кубке Федерации, дебютировал 21 сентября 1986 года в матче против кутаисского «Торпедо», заменив на 58-й минуте Григория Цааву. В высшей лиге сыграл первый матч в следующем сезоне, 29 марта 1987 года против харьковского «Металлиста». Всего провёл 4 матча в высшей лиге в марте-апреле 1987 года и вскоре покинул команду.
Летом 1987 года перешёл в кутаисское «Торпедо», а в 1988—1989 годах играл за «Динамо» (Батуми).
После выхода грузинских команд из чемпионата СССР выступал в течение трёх сезонов за «Одиши» (Зугдиди), а сезон 1992/93 провёл в составе «Цхуми» (Сухуми). Всего в чемпионате Грузии сыграл 107 матчей и забил 23 гола.
С 1993 года выступал за клубы низших дивизионов Германии.

### Карьера в сборной
Сыграл 3 матча за сборную Грузии, в том числе два матча до вступления Грузии в ФИФА, однако эти игры признаются Федерацией футбола Грузии как официальные. Дебютировал 27 мая 1990 года в матче против Литвы, также играл в матче 2 июля 1991 года против Молдавии. Единственный признаваемый ФИФА матч сыграл 25 мая 1993 года против Азербайджана.